# Gasväxling
Med gasväxling, med avseende på förbränningsmotorer, menar man gasflödet genom motorn. Förbränningsmotorns gasväxling kan delas upp i inre och yttre gasväxling. Den inre gasväxlningen innefattar kolvmaskinen, insug- och avgaskanaler samt ventiler. Den yttre gasväxlingen innefattar de rör som leder till och från topplocket. På insugsidan är det insugningsrör, filter och luftrör. På avgassidan är det avgasgrenrör, ljuddämpare, efterbehandling och ändrör.